# Джекі Браун (фільм)
«Джекі Браун» (англ. Jackie Brown) — американський художній фільм 1997 року, знятий режисером Квентіном Тарантіно за мотивами роману Елмора Леонарда «Ромовий пунш» (1992).
Стюардеса Джекі Браун таємно провозить через кордон готівку для торгівця нелегальною зброєю. Потрапивши під приціл правосуддя, вона влаштовує подвійну гру з метою добути велику суму та звільнитися як від поліції, так і криміналу.

## Сюжет
Жителька Лос-Анджелеса Джекі Браун працює стюардесою в невеликій Мексиканській компанії. Схоже, її кар'єра пішла на спад, зарплатня мізерна, але ця робота дозволяє їй провозити через американо-мексиканський кордон готівку. Її Джекі доставляє для Орделла Роббі — темношкірого торгівця зброєю, розшукуваного ATF (Бюро з контролю за обігом алкоголю, тютюну, вогнепальної зброї та вибухових речовин). Дивлячись телепередачу про зброю, Орделл коментує, що на екрані показують суцільний непотріб, хоча така зброя й популярна.
Орделл дізнається, що одного з його найманців заарештовано через водіння в нетверезому стані та незаконне зберігання зброї. Побоюючись, що той стане інформатором для поліції, щоб уникнути тюремного терміну, Орделл організовує викуп Лівінгстона з дальшим його вбивством. Але для цього Орделл спершу вирушає взяти 10 тис. доларів під заставу в бондсмена Макса Черрі. Викупивши найманця, Орделл вирушає провідати Лівінгстона в його будинку. За порятунок від в'язниці він хоче аби Лівінгстон прикривав Орделла під час продажу зброї новим клієнтам. Неохоче найманець погоджується, Орделл замикає його в багажнику свого автомобіля та везе на розправу.
За вказівкою Лівінгстона, агент ATF Рей Ніколетт разом із детективом Марком Даргасом перестрівають Джекі в аеропорту по прибутті в США з Орделловими грошима й кокаїном, про який Джекі не підозрювала. Спочатку Джекі відмовляється працювати разом з агентами, і її беруть під варту за зберігання й трафік наркотиків. Розуміючи, що Джекі може стати інформатором, як і Лівінгстон, Орделл знову зустрічається з Максом Черрі, щоб організувати її викуп.
Орделл приїжджає до Джекіного будинку з наміром убити її. Скориставшись пістолетом, який вона таємно взяла з Максового бардачка, Джекі погрожує Орделлу й пропонує укласти угоду. Згідно з угодою, вона продовжує нібито працювати з агентами, водночас далі постачаючи решту Орделлових грошей числом $ 500 000, завдяки яким Орделл міг би вийти з кримінального бізнесу. Для цього Орделл залучає свою подругу Мелані Ролстон, колишнього співкамерника та приятеля Луїса Ґару й наївну дівчину на ім'я Шеронда.
Після постановчого процесу, де Ніколетт і Даргас можуть простежити процес передачі грошей, настає час реальної угоди. У великому Лос-Анджелеському моллі Джекі купує костюм і заходить у примірювальну. Її завдання — обмінятися сумками з Мелані, яка разом з Луїсом має вислизнути з-під носа агентів з молла. Замість 500 тис. вона кладе в сумку тільки п'ятдесят, і, йдучи, залишає решту грошей у примірювальній для Макса, не сказавши про це спільникам. Удаючи відчай, Джекі кличе агентів, стверджуючи, що Мелані забрала всі гроші й утекла. Оскільки агенти покидають засідку, Макс без перешкод забирає гроші, сховані в пакеті та їде геть.
Орделл з Луїсом їдуть забрати гроші, дорогою Орделл цікавиться де Мелані. Луїс каже, що вона глузувала з нього, тому він її застрелив. За мить Орделл виявляє, що в пакеті, який передала Мелані, тільки 40 тис. доларів. Орделл підозрює, що спільник його обдурив, але потім розуміє, що Джекі вкрала решту. Луїс здогадується про причетність Макса. Розгніваний Орделл вимагає від Луїса пояснень чому той не сказав одразу і, не втримавшись, застрелює його.
Орделл знаходить Макса, який каже, що Джекі викрала гроші та поділила їх з Мелані. Той не вірить, Макс під дулом його пістолета говорить, що Джекі лишила готівку в його сейфі в офісі. За його словами, Джекі вже чекає там, бо не зможе відчинити сейф самотужки. Коли він прибуває озброєний в офіс, Джекі кличе на допомогу й Ніколетт убиває Орделла, вибігши з сусідньої кімнати.
Уникнувши проблем із законом і володіючи всіма грошима за вирахуванням 10 %, які Макс узяв собі, Джекі вирішує виїхати до Іспанії. Вона пропонує Максу поїхати з нею, але він відмовляється. Поцілувавши наостанок Макса, Джекі сідає в авто й зникає, а Макс отримує нове завдання від невідомого клієнта.

## У ролях
- Пем Ґрієр — Джекі Браун
- Семюел Лірой Джексон — Ордел Робі
- Роберт Форстер — Макс Чері
- Бріджит Фонда — Мелані Ральстон
- Роберт де Ніро — Луїс Ґара
- Майкл Кітон — Рей Ніколетт
- Кріс Такер — Бомон Лівінґстон
- Майкл Бовен — Марк Дарґус
- Ліза Ґей Гемілтон — Шеронда